# Paul Azinger
Paul Azinger (født 6. januar 1960) er en amerikansk golfspiller, der (pr. september 2010) står noteret for 17 sejre gennem sin professionelle karriere. Hans største sejr kom i 1993 da han vandt US PGA Championship. I 2008 var han kaptajn for det amerikanske hold ved Ryder Cuppen, som endte med sejr over Europa.
1. ↑  Navnet er anført på svensk og stammer fra Wikidata hvor navnet endnu ikke findes på dansk.